# 古町ルフル
古町ルフル（ふるまちルフル）は、新潟県新潟市中央区古町通7番町にある複合ビル。百貨店の大和跡地を含む古町通7番町地区市街地再開発事業によって建設された。

## 概要
出典：

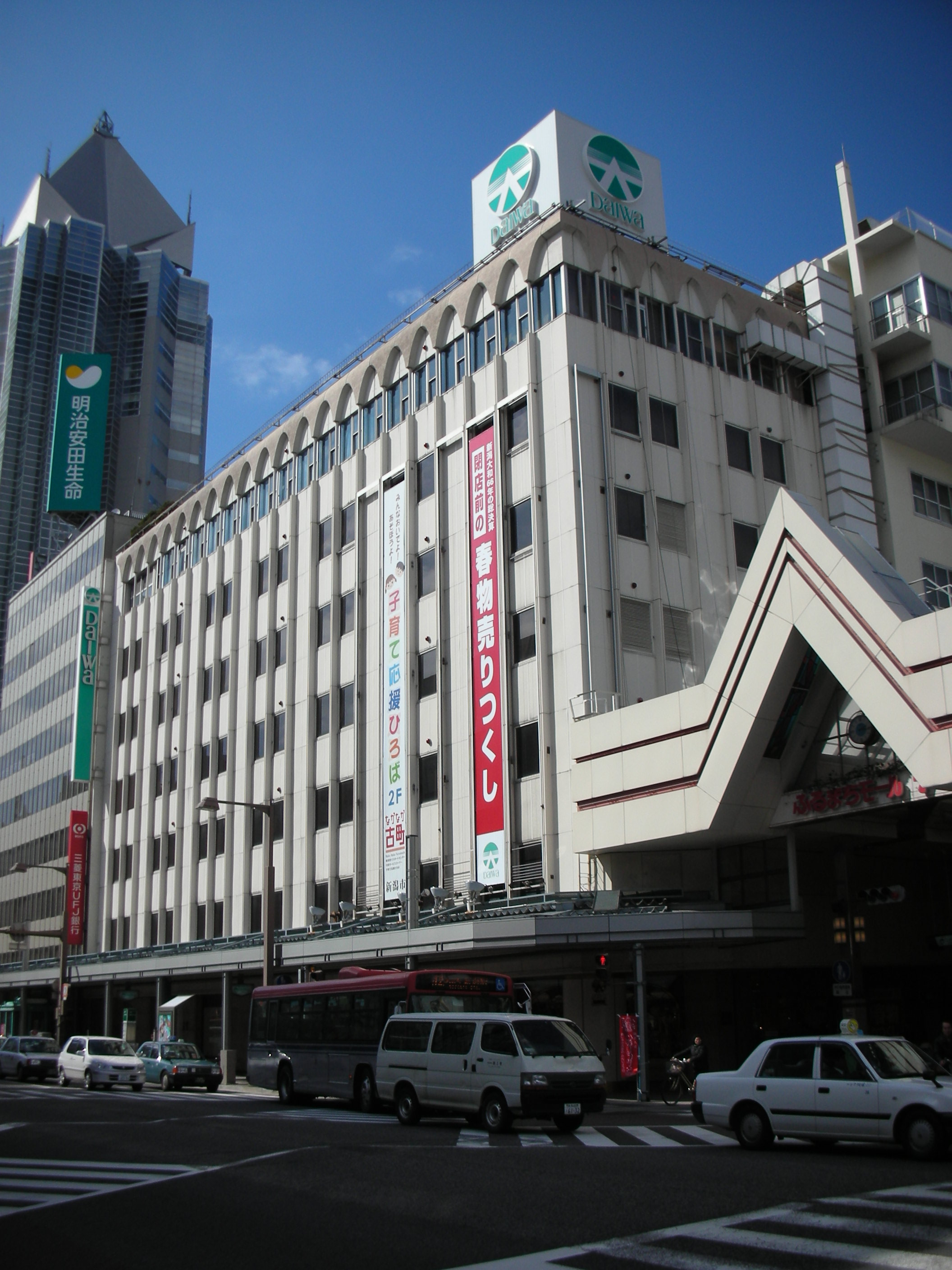
閉店前の新潟大和（2010年4月）

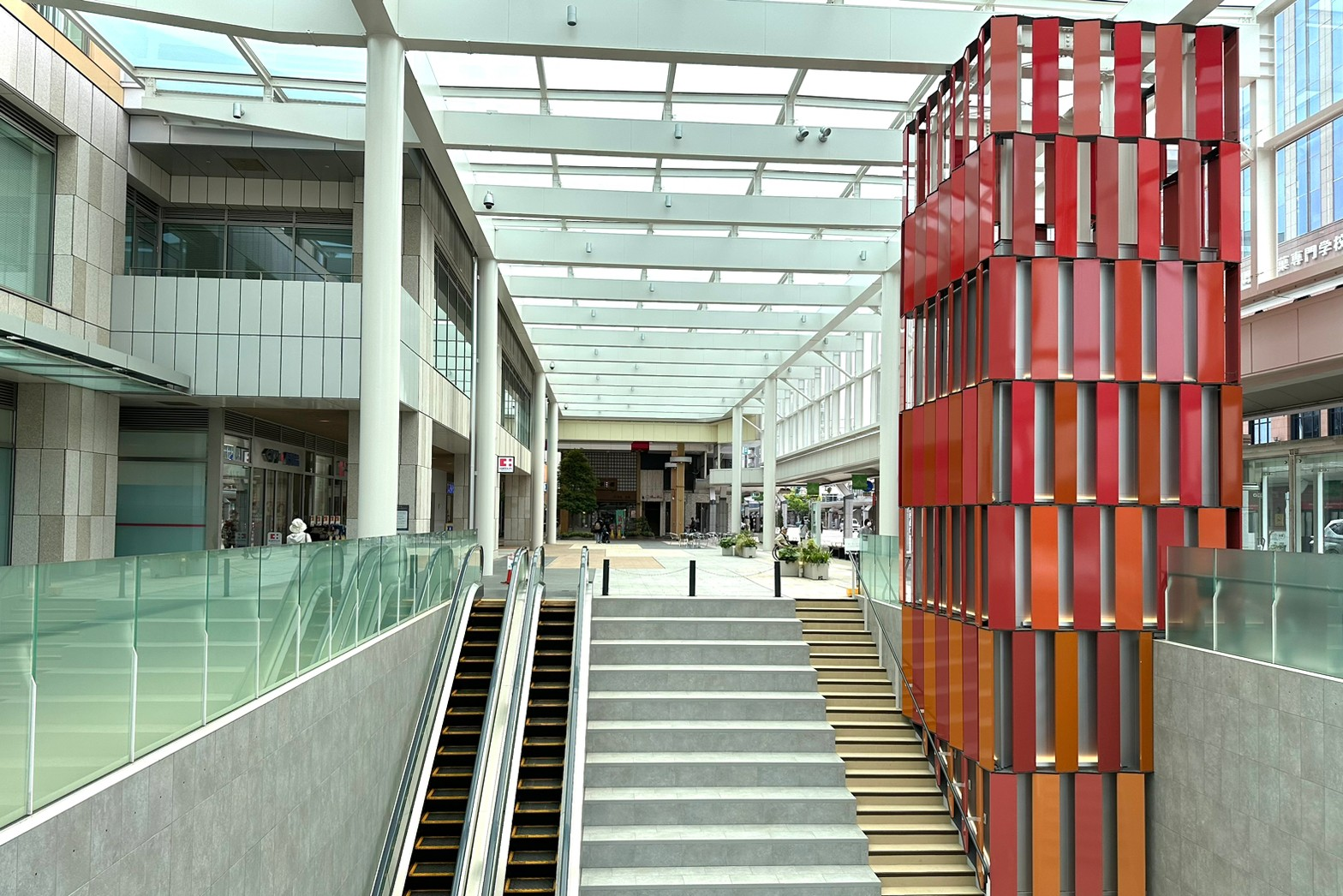
西堀ローサへの連絡通路（2023年8月）

2020年4月1日に開業。2010年に閉店した大和新潟店の跡地に地上12階建てで建設され、2階までは商業エリア、3階より上は業務エリア・防災設備となり、地下街への連絡通路も設置されている。開業後、隣接したビルの解体並びに古町ルフル広場の整備を実施し、完了後の2022年4月1日にグランドオープンとなった。
古町ルフルという名称は「古町に再び人がいっぱいになる。」という意味を込めて名付けられた（RE＝再生・復興／Furu＝古町、ふるさと、いっぱい）。

## フロア構成
出典：
|        | 古町ルフル                      |
| ------ | ------------------------------- |
| 12F    | 帰宅困難者施設                  |
| 10-11F | 開志専門職大学古町キャンパス    |
| 9F     | 三菱UFJモルガン・スタンレー証券 |
| 7-8F   | 新潟県信用保証協会              |
| 3-6F   | 新潟市役所 ふるまち庁舎         |
| 1-2F   | 商業                            |